# ネクセンタイヤ
ネクセンタイヤ（NEXEN TIRE）は、韓国の大手自動車タイヤメーカーである。乗用車用のタイヤの製造販売に特化しており、全世界150か国以上の販売ネットワークで、年間約5,000万本を販売している。
韓国のタイヤメーカーとしてはハンコックタイヤ、クムホタイヤに次いで同国内でシェア3位。

## 概要
市販用タイヤではNEXENブランドに加えて、欧米向けブランドとしてROADSTONEブランドのタイヤも製造、販売している。2016年には日本総代理店・日本法人としてトヨタグループの総合商社である豊田通商株式会社と合弁で株式会社ネクセンタイヤジャパンを設立している。
標準装着用タイヤとしてはポルシェやアウディ、フォルクスワーゲン、フィアット、ルノーなどのヨーロッパの自動車メーカーに採用され、またアジアでは現代自動車、起亜自動車に加えて三菱自動車やスズキにも純正タイヤとして採用されている。
イギリス・プレミアリーグのマンチェスターシティのユニホームスポンサーであるほか、2010年から2018年にかけてソウルを本拠地とする韓国のプロ野球チームであるネクセンヒーローズのメインスポンサーも務めていた。

## 沿革
- 1942年 - 栗田嘉一が「興亜ゴム工業株式会社」を設立
- 1952年 - 「興亜タイヤ株式会社」（흥아타이어주식회사、Heung-a Tire Co., Ltd.）に社名変更[2]
- 1956年 - 韓国メーカーで初めて自動車タイヤの生産に乗り出す
- 1973年 - 「元豊産業株式会社」に吸収合併
- 1987年 - ミシュラン社と共同事業を立ち上げる
- 1991年 - 日本のオーツタイヤと技術提携を結ぶ
- 2000年 - 「ネクセンタイヤ株式会社」（넥센타이어주식회사、NEXEN TIRE Corporation）に社名変更
- 2005年 - アメリカ法人「NEXEN TIRE America Inc.」設立
- 2006年 - 中国法人「青島ネクセン」設立
- 2008年 - ヨーロッパ法人「NEXEN TIRE Europe GmbH」設立
- 2010年 - カナダ法人「NEXEN TIRE Canada Inc.」設立
- 2012年 - 中国上海法人「Shanghai NEXEN TIRE Sales Ltd.」、イタリア法人「NEXEN TIRE Italia Srl.」設立
- 2017年 - 豊田通商株式会社と合弁により株式会社ネクセンタイヤジャパンを設立[3]
- 2020年 - 元ブリヂストン中央研究所長の森田浩一が未来技術ビジネスグループ長（副社長）に就任[4]。
- 2021年 - 世界的な傭船不足により輸出が困難な状況になったとして、6月10日から12日までの間、大田工場と錦山工場の生産ラインを停止[5]。

## 主なブランド

### NEXEN  (ネクセン）
NEXEN TIREのコーポレートブランド。自動車メーカーに採用されるNEXEN製のタイヤにはNEXENのブランドが採用されている。
以下はNEXENブランドで発売されているトレッドパターン。
- N'FERA　(エヌフィーラ）
乗用車用タイヤのフラッグシップブランド。ポルシェのカイエンやマカンに標準装着用タイヤとして採用されている。
formula driftでも使用されているN'FERA SUR4g等のセミスリックタイヤラインナップに含む。
- N blue  (エヌブルー）
低燃費性能を追求したエコタイヤ。スポーツ性能を高めたN blue HD plusや、全天候で走行可能なオールシーズンタイヤであるN blue 4 Seasonがある。
- N prize (エヌプライズ）
日本市場向けに開発されたトレッドパターン。
- WINGUARD ice (ウィンガード アイス）
スタッドレスタイヤブランド。

### ROADSTONE (ロードストーン）
グローバルタイヤメーカー ネクセンタイヤ(NEXEN TIRE)の輸出用ブランドとして主に欧州に向けられ開発、生産されるロードストーン（ROADSTONE）ブランド。

#### ROADSTONE：歴史
1942年：興亜ゴム工業株式会社として設立
1956年：韓国内初の自動車タイヤ生産開始
1985年：梁山（ヤンサン）工場でラジアルタイヤ生産開始
1987年：仏 MICHELIN社とジョイントベンチャーによりミシュランタイヤ・コリア設立
2008年：中国 青島（チンタオ）工場で生産開始
2012年：フルオートメーションの韓国 昌寧（チャンニョン）工場を設立

#### ROADSTONE：日本での発売モデル
- EUROVIS Sport04 (ユーロビス　スポーツ04）
- N blue eco
- N 8000
- N 5000 plus
- CP672

#### ROADSTONE Tire ホームページ
http://www.roadstonetyre.com/

## 主な工場

### タイヤ工場
- 梁山工場（ヤンサン）
1985年操業。韓国の慶尚南道の東部の梁山市に位置する。
- 青島工場（チンタオ）
- 昌寧工場（チャンニョン）
2012年操業。韓国の慶尚南道の東北部にある昌寧郡に位置する。世界初のフルオートメーション工場として稼働。
- ザクテク工場
2018年操業。全自動製造ラインを有するチェコの工場。

## 関連会社
ネクセンタイヤの関連会社「NEXEN Corporation」ではインナーチューブやフォークリフト用タイヤの製造販売を行っており、インナーチューブの世界シェアは第2位である。